# Fair Youth sonnets
Fair Youth sonnets verwijst naar de naamloze jongeman aan wie sonnetten 1-126 uit Shakespeares sonnetten zijn gericht. De eerste 17 ervan worden tot de procreation sonnets gerekend. Sommige commentatoren stellen de relatie tussen de spreker en de jongeman voor als een seksuele relatie. Daarbij beroepen ze zich vooral op de romantische en liefdevolle taal waarvan de dichter zich in deze reeks bedient. Anderen interpreteren het als een platonische liefde.
De eerste gedichten in de reeks bevelen de voordelen van het huwelijk en het krijgen van kinderen aan. Met het beroemde Sonnet 18 ("Shall I compare thee to a summer's day"), verandert de toon dramatisch in de richting van romantische intimiteit.
De sonnetten die traditioneel worden aangeduid als de Rival Poet-reeks (waarin een dichter-rivaal optreedt) zijn sonnetten 78-86 uit de Fair Youth-reeks. De namen die hiermee geassocieerd worden zijn vooral die van Christopher Marlowe en van George Chapman.